# Wataru Yoshizumi
Wataru Yoshizumi (吉住渉 Yoshizumi Wataru)  (født Mari Nakai (中井 真里 Nakai Mari) 18. juni 1963 i Tokyo, Japan.) er en japansk mangaka.

## Værker
- Radical Romance 1984 (ラディカル・ロマンス, Radikaru Romansu)
- Heart Beat (ハート・ビート, Haato Biito) 1985
- Another Day 1987
- Tenshi to Bouken 1987
- Shijuusou Geemu (四重奏ゲーム) 1988
- Handsome Girl (ハンサムな彼女, Hansamu Kanojo)  1988–1992
- Green Age 1991
- Go Go Kenji-kun 1991
- Marmalade Boy (ママレード・ボーイ, Mamareedo Booi) 1992–1996
- Wataru Yoshizumi Illustration Shuu – Marmalade Boy 1995, Artbook
- Marmalade Boy – Koi no Style Book 1995, Artbook
- Mou Hitotsu no Marmalade 1995
- Mou Hitotsu no Marmalade II 1996
- Kimi Shika Iranai (君しかいらない) 1996–1997
- Mint na Bokura (ミントな僕ら, Minto na Bokura) 1997–2000 (udgivet på tysk som Peppermint Twins)
- Nagano he Janpu! 1998
- Random Walk  (ランダム・ウォーク, Randamu Wooku) 2000–2001
- Bier Balidi 2001
- Ultra Maniac (ウルトラマニアック, Urutora Maniakku) 2002–2004
- Datte Suki Nandamon (だって好きなんだもん) 2004–2005 (udgivet på tysk som Like Milk&Honey)
- PxP 2006–2007
- Cherish (チェリッシュ, Cherisshu) 2006
- Spicy Pink (スパイシーピンク, Supaishii Pinku) 2007–2008
- Cappuccino 2008
- Chitose etc. 2011